# 妇女参政论者 (电影)
《妇女参政论者》（英語：Suffragette）是2015年英国历史剧情电影，由莎拉·加夫隆导演，阿比·摩根编剧。演出阵容包括凯瑞·穆里根、海伦娜·博纳姆·卡特、布兰顿·葛利森、安-玛莉·杜芙、本·威士肖和梅丽尔·斯特里普。
摄影于2014年2月24日开始。影片是第一部获国会议员批准在国会大厦拍摄的历史电影。影片于2015年10月12日由百代电影公司在英国发行，2015年10月23日由焦点影业在美国有限上映，11月12日登陆香港，2016年1月8日登陆台湾。

## 剧情
1912年，莫德·瓦斯（凯瑞·穆里根 饰）是一名24岁的洗衣女工。一天在运送包裹时，她碰上了婦女參政論者发起的一场砸碎玻璃窗的暴乱，其间认出她的同事之一维奥莱特·穆勒（安-马莉·杜芙饰）。后来，国会议员的妻子爱丽丝·霍顿（蕾夢娜·葛瑞）发动洗衣店女工去议会畅所欲言，为确保投票权而作证词。维奥莱特本来要去作证，却被她那残暴的丈夫殴打，之后莫德成为了证人。穆德的证词让她充满热情，打算跟维奥莱特和其他女性去看看女性是否能获得投票权。当她得知议员们并没有打算给她们投票时，警察出动并镇压了与会的女性。穆德因与大部队齐驱并进而被逮捕关押一个星期。在监狱里，她遇见艾米琳·潘克斯特的得力助手埃米莉·戴维森。
刑满释放回到家，穆德被邻居和同事冷眼相待。她向丈夫桑尼承诺会远离妇女参政运动。然而，莫德被邀请去一场秘密集会中听潘克斯特（梅丽尔·斯特里普 饰）演讲。在那里，她与潘克斯特交流了一小会，之后因被警察推倒在她家门前再次遭到逮捕。之后一次回家，她丈夫直接把她仍在大街上。穆德坚持要看儿子一眼，但被丈夫阻止。之后穆德进行参与斗争，她的画像被印在妇女参政论者的报纸。穆德之后被开除，她一怒之下抓起一个烫斗烫伤她男老板的手（他在几年间性侵了她和洗衣房的其他女工）。警察被叫来，督察斯蒂德（布兰顿·葛利森 饰）让她离开，但前提是把其他成员的情报告诉他，但被穆德拒绝。
桑尼继续阻止穆德看她们的儿子，指出法律规定他有权这样做。这迫使穆德对修改法律以符合妇女权更激进。最终她得知桑尼由于一直受到社会的排斥，他不再感觉有能力照顾他们的孩子。他把他们的儿子乔治给别人收养。由于没有家庭关系，穆德变得愈发激进，制造邮箱爆炸，并切断电报线。之后，她和战友们炸掉了属于国会的一座空房子。在监狱里，穆德参与绝食，导致被残酷地灌食，这甚至让斯蒂德感到触目惊心。
然而，警方开始向报社施加压力，让他们放弃报道。妇女参政论者认为必须要发动更加剧烈的活动，以引起人们注意她们的目的。妇女们决定参加埃普瑟姆德比，届时英王乔治五世将出席赛事。到时她们站在镜头前，打出妇女参政运动的标语。当她们被挡在国王所在区域的外面时，艾米莉决定无论如何都要执行计划。尽管比赛异常激烈，艾米莉还是奋不顾身地冲入赛道，最终被马蹄踩死，这一幕被穆德亲眼目睹。后来穆德加入她的送葬队伍。影片结尾的滚动字幕透露英国妇女权利于1928年得到承认，之后还展示了其他国家妇女获得权利的日子。

## 演员
- 凯瑞·穆里根 饰 穆德·瓦斯（Maud Watts）[4]
- 海伦娜·博纳姆·卡特 饰 伊迪丝·艾琳（Edith Ellyn）。艾琳本人并不真实存在，该角色受到伊迪丝·玛格丽特·加鲁德（英语：Edith Margaret Garrud）和伊迪丝·纽（英语：Edith New）的一定灵感启发。博纳姆·卡特是时任英国首相H·H·阿斯奎斯（1908-1916年在任，即妇女参政论者活跃年代）的曾孙女[5][6][7]。
- 梅丽尔·斯特里普 饰 艾米琳·潘克斯特[8]
- 娜塔莉·普莱斯（英语：Natalie Press） 饰 埃米莉·戴维森
- 安-玛莉·杜芙（英语：Anne-Marie Duff） 饰 维奥莱特·穆勒（Violet Miller）[9]
- 蕾夢娜·葛瑞 饰 爱丽丝·霍顿（Alice Haughton）[9]
- 本·威士肖 饰 桑尼·瓦斯（Sonny Watts）[9]
- 布兰顿·葛利森 饰 斯蒂德（Steed）[9]
- 塞缪尔·韦斯特（英语：Samuel West） 饰 本尼迪克特（Benedict）[9]
- 阿德里安·席勒（英语：Adrian Schiller） 饰 大卫·劳合·乔治

除潘克斯特、戴维森、劳合·乔治和乔治五世外，所有角色均为虚构。

## 制作

### 开发
2011年4月，Film4 Productions、焦点影业和Ruby Films宣布正筹拍一部关于19世纪末20世纪初英国妇女参政运动的历史剧情片。阿比·摩根担任编剧，莎拉·加夫隆执导。2013年10月24日，据透露百代已取代焦点影业，英国电影协会电影基金（BFI Film Fund）为电影提供资助 。
2014年10月，相对论传媒获得影片北美独家影院发行权，而国际发行权则由百代获得。然而，2015年3月17日，在《万物理论》大获成功后，焦点影业接管电影北美发行权，他们这样做的主要原因是相对论已申请破产，所以焦点接管了美国的发行权。

### 选角
2013年2月24日，凯瑞·穆里根被选为主角。2013年12月20日，海伦娜·博纳姆·卡特加盟剧组。梅丽尔·斯特里普于2014年2月19日被选为英国妇女参政运动领导艾米琳·潘克斯特一角。本·威士肖和布兰顿·葛利森于2014年2月20日加盟剧组。

### 摄制
主体拍摄于2014年2月24日在伦敦开始。

## 发行
百代于2015年10月12日在英国和爱尔兰发行本片。
2015年3月27日，相对论传媒原本打算只在美国发行电影，由于相对论申请破产，制片方已经把英国放入市场，新的发行方还不得而知。之后焦点影业于2015年3月17日经相对论从百代手中收购了电影的北美发行权，宣布影片于2015年10月23日在美国有限发行。
2015年6月，电影被宣布为伦敦影展开幕影片，于2015年10月7日欧洲首映。伦敦影展主任克莱尔·斯图尔特（Clare Stewart）表示莎拉·加夫隆的故事片是一部“紧迫且令人信服的、由英国妇女制作的、关于改变历史进程的英国妇女的电影。”2015年9月4日，影片在特柳赖德电影节首映。
姐妹不删剪组织在伦敦首映礼上示威，抗议删掉家庭暴力机构的镜头。海伦娜·博纳姆-卡特称该镜头“完美。如果你有种强烈的感觉，那时你可以把不公正说出来，尝试改变事情。”凯瑞·穆里根表示抗议活动“非常棒”，但她因错过活动而伤心。

## 评价

### 票房
2016年3月7日，影片北美票房470万美元，其他地区票房2530万美元，全球总票房3000万美元，而预算为1400万美元。

### 专业评价
影片获得普遍积极的评价。烂番茄根据131条评论给影片72%的“新鲜度”，平均得分6.6（满分10）。网站公示指出：“《妇女参政论者》戏剧化了一个重要且至今仍满是痛楚的真实改编故事，足本的工序和诚意足以盖过其缺点。”Metacritic根据37条评论给予影片67分（满分100分），表示“普遍好评”。演员受到突出的表扬，尤其是凯瑞·穆里根和海伦娜·博纳姆·卡特。尽管梅丽尔·斯特里普的短暂亮相受到赞扬，但也有人批评她在宣传中的显著地位误导群众。

### 无种族反映
上映前夕，影片被指对种族麻木不仁。另外，根据美国的情况，影片的其中一场宣传活动中，四位白人女主角所穿的写着出自埃米琳·潘克斯特演讲的“宁反叛，不奴隶”（I'd rather be a rebel than a slave）字样的白色衬衫，放到现在就是种族上的不敏感。
2015年11月17日在英国电影电视艺术学院放映电影时，该片的编剧阿比·摩根解释称，由于英国1911年到1913年非欧洲移民水平较低，有色妇女参政论者很少，那其中有几个，如印度公主索菲亚·杜雷普·辛格，是出自上层阶级的妇女，在电影背景所处的1912年伦敦时并未搬到工人阶级的圈子。影片聚焦于小型的妇女代表团体，目的是描绘当时特定的政治背景，展现失去孩子或生计的女性的情绪影响，这是权力剥夺法律所造成后果的例子。历史学家宝拉·巴特利（Paula Bartley）博士专注于历史上的女性和妇女参政运动，曾撰写埃米琳·潘克斯特的传记。她向《新政治家》（New Statesman）证实影片对种族的描述从历史角度来看是准确的：“（1911-1913年的）英国是一个白人至上的社会，妇女参政运动可以反映这一点。”巴特利博士强调，英国妇女参政运动“跟美国、澳大利亚和新西兰的情况不同，因为纵使那时英国有少数族裔，公民身份的规模和问题都跟其他国家不一样。”

## 奖项
- 英国独立电影奖，最佳女配角，布兰顿·葛利森[23]
- 汉普顿国际电影节（英语：Hamptons International Film Festival），柑橘娱乐果汁奖，莎拉·加夫隆（英语：Sarah Gavron）[24]
- 好萊塢電影獎，年度女演员，凯瑞·穆里根[24]
- 磨坊谷电影节（英语：Mill Valley Film Festival），观众奖，小心缝隙奖，莎拉·加夫隆（英语：Sarah Gavron）[24]